# 하이모도룸과

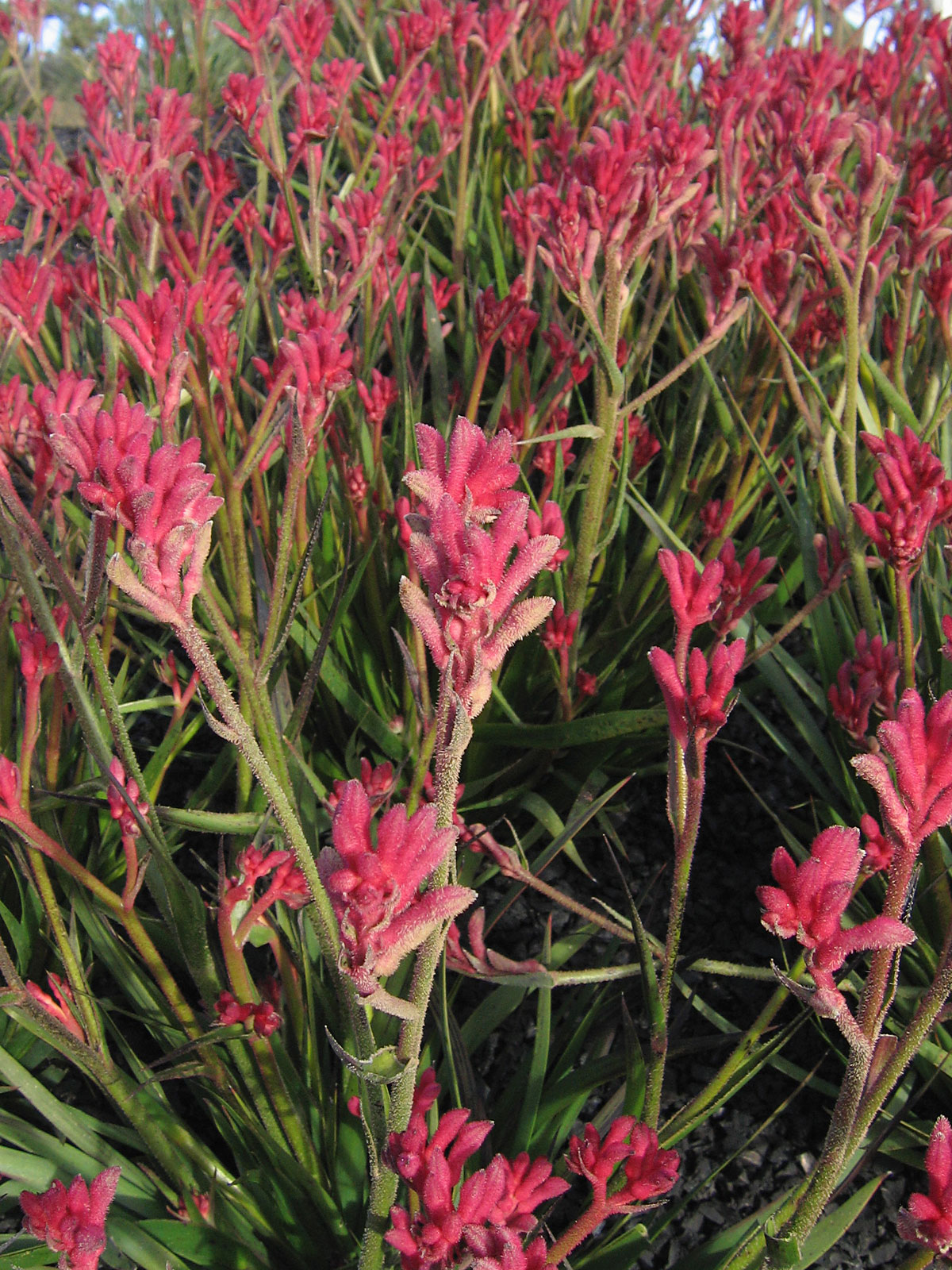
크랜버른 왕립 식물원의 캥거루발톱속(Anigozanthos) 식물

하이모도룸과(Haemodoraceae)는 닭의장풀목에 속하는 속씨식물과의 하나이다. 주로 남반구에 자생하는 과로, 남아프리카와 오스트레일리아 그리고 뉴기니, 아메리카(미국 남동부에서 열대 남아메리카까지)에서 발견된다. 가장 많이 알려진 식물은 아마 널리 재배되고 있고 특이한 오스트레일리아의 캥거루발톱으로 캥거루발톱속(Anigozanthos) 및 검은캥거루발톱속(Macropidia)과 밀접한 관련이 있다. 2003년의 APG II 분류 체계(1998년의 APG 분류 체계와 다르지 않음) 또한 이 과를 인정했으며, 외떡잎식물군의 닭의장풀군의 닭의장풀목으로 분류했다. 이 과는 약 10여 속에 수십 종의 다년생 초본식물로 이루어져 있다.

## 하위 속
- 캥거루발톱속 (Anigozanthos) - 캥거루발톱
- Barberetta
- Blancoa
- 코노스틸리스속 (Conostylis)
- 딜라트리스속 (Dilatris)
- 하이모도룸속 (Haemodorum)
- Lachnanthes
- 검은캥거루발톱속 (Macropidia) - 검은캥거루발톱
- Phlebocarya
- Pyrrhorhiza
- Schiekia
- Tribonanthes
- 크시피디움속 (Xiphidium)
- 와켄도르피아속 (Wachendorfia)